# Torneo di Wimbledon 1910
Il Torneo di Wimbledon 1910 è stata la 34ª edizione del Torneo di Wimbledon e seconda prova stagionale dello Slam per il 1910.
Si è giocato sui campi in erba dell'All England Lawn Tennis and Croquet Club di Wimbledon a Londra in Gran Bretagna. 
Il torneo ha visto vincitore nel singolare maschile il neozelandese Anthony Wilding
che ha sconfitto in finale in 4 set il britannico Arthur Gore con il punteggio di 6–4 7–5 4–6 6–2.
Nel singolare femminile si è imposta la britannica Dorothea Lambert-Chambers 
che ha battuto in finale in 2 set la connazionale Dora Boothby.
Nel doppio maschile hanno trionfato Anthony Wilding e Josiah George Ritchie.

## Risultati

### Singolare maschile
Anthony Wilding ha battuto in finale  Arthur Gore con il punteggio di 6–4 7–5 4–6 6–2

### Singolare femminile
Dorothea Lambert-Chambers ha battuto in finale  Dora Boothby con il punteggio di 6–2, 6–2

### Doppio maschile
Anthony Wilding /  Josiah George Ritchie hanno battuto in finale  Herbert Roper-Barrett /  Arthur Gore con il punteggio di 6–1, 6–1, 6–2